# Adalberto Ortiz
Adalberto Ortiz Quiñonez (Esmeraldas, 9 de febrero de 1914 - Guayaquil, 1 de febrero de 2003), fue un novelista, pintor, poeta y diplomático ecuatoriano. Es junto a Nelson Estupiñán Bass y Antonio Preciado uno de los grandes exponentes de la literatura afroecuatoriana. Destacó en la narrativa con el libro Juyungo que narra la relación entre los negros y los chachis, en el contexto de la guerra de 1941.
Además fue un poeta destacado que cultivó las décimas esmeraldeñas y rescató la tradición oral y cosmovisión ancestral de los afroecuatorianos. Uno de sus poemarios más destacados es Tierra, son y tambor, publicado en el año de 1945. Por la importancia de toda su obra, Ortiz fue propuesto como candidato al Premio Nobel de Literatura

## Biografía

### Desarrollo de su carrera
Los estudios primarios los realizó en su ciudad natal y los secundarios en el Normal "Juan Montalvo" de Quito, donde se graduó de profesor normalista en 1937. Inició su carrera literaria en las revistas estudiantiles con poemas y artículos de temática variada.
Durante esos años, y más tarde en 1940, gracias a las entregas literarias del diario El Telégrafo, extendió su prestigio de autor de cantares negros y mulatos por los círculos intelectuales de todo el país. En 1942, participó en el concurso Nacional de la Novela con Juyungo, mereció el primer premio. Su nombre pronto alcanzó fama internacional, en un concurso promovido por el Grupo "América" de Quito. En 1945, sus poemas de Tierra, son y tambor alcanzaron el segundo puesto entre los libros publicados ese año en copia de Ciudad de México, y algunos de ellos aparecieron posteriormente en antologías internacionales.
La producción de Ortiz no ha sido abundante, pero tampoco ha declinado: Camino y puerto de la angustia, poemas (1946); La mala espalda, cuentos (1952); El animal herido, compilación de todos sus poemas (1959); El espejo y la ventana, Premio Nacional de Novela en un concurso promovido por los periodistas del Ecuador (1964). Otra publicación importante fue la Entundada, en el año de 1971, que trata sobre la criatura mitológica llamada Tunda, parte central de la cosmovisión afroecuatoriana. Más allá de las afirmaciones míticas acerca de su naturaleza, la Tunda está fuertemente ligada a la historia de Esmeraldas y su río homónimo por la etimología pues se especula que el río Esmeraldas según cronistas, era conocido como Tonda, proveniente del idioma cayapa ya que "to" significa tierra, "n" genitivo y "da" frío, lo que describiría como el río Esmeraldas asciende hasta los andes en lugares fríos.

### Regreso a Esmeraldas

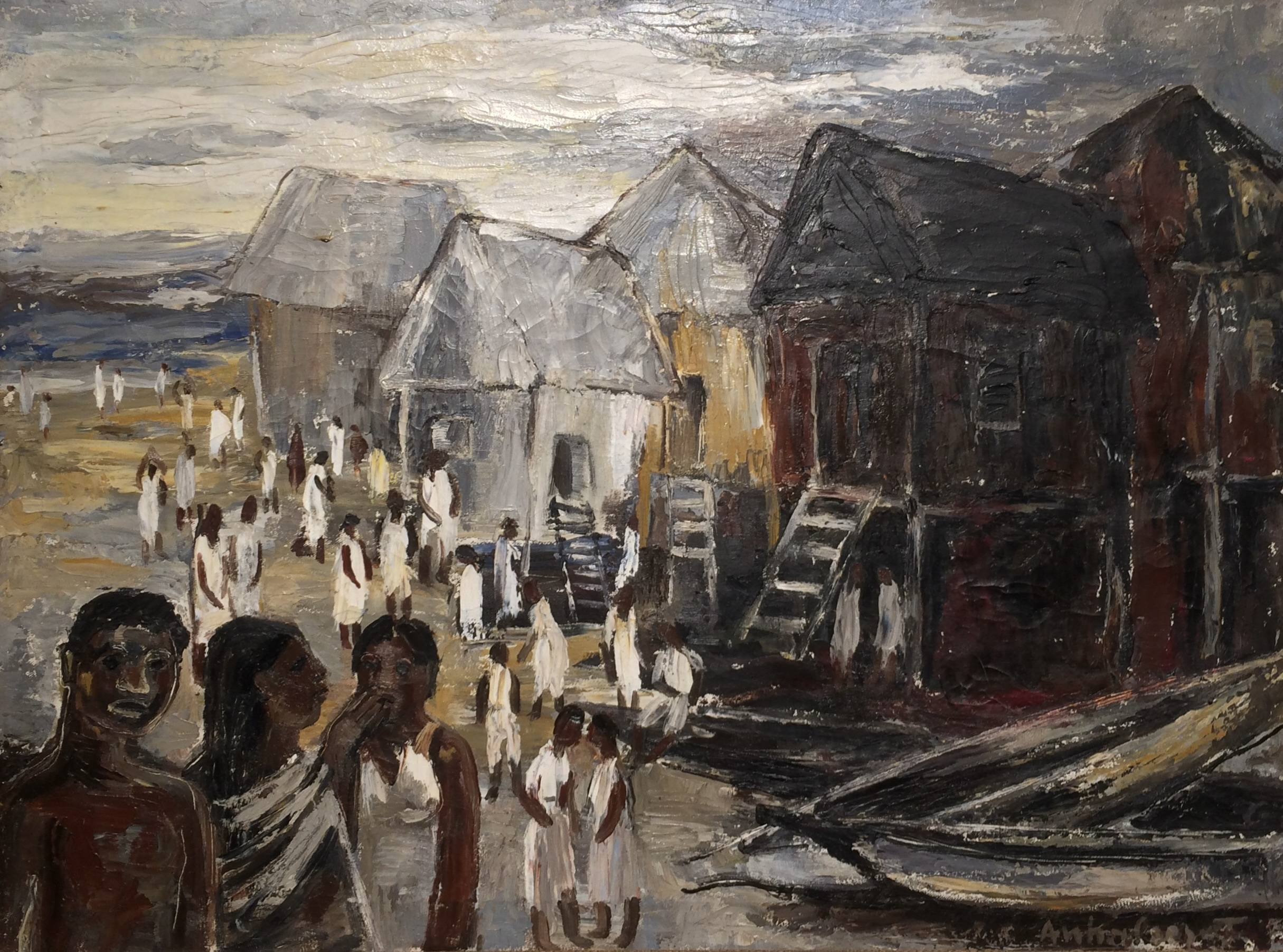
"Paisaje de Esmeraldas", óleo sobre lienzo de Olga Fisch Anhalzer. MuNa, Quito

Para esto fue de vital importancia en la historia de Ortiz el momento cuando volvió a Esmeraldas durante su «edad más receptiva». Esto lo hizo acompañado de su "mítica abuela materna" quien le ayudaría a profundizar en la geografía de su región natal, en la selva, la música, el río, y el mar. A interpretar las creencias y supersticiones que forman parte de la manera de ver el mundo de los afroecuatorianos. A través de esto, a pesar de autoidentificarse como mulato inicialmente, logró conectar con sus raíces originarias y ser convertirse en un gran autor de la negritud.De esta forma lograría plasmar la cultura afro desde adentro, superando lo que había desarrollado en su novela Juyungo que se centraba en la geografía, la política y la forma de hablar características, es decir elementos más bien externos.
Algunos de los trabajos de este autor han sido traducidos a otras lenguas: francés, checo, alemán, ucraniano, italiano, búlgaro, etcétera. Fue secretario de la Casa de la Cultura de Guayaquil, por el lapso de 19 años y prestó sus servicios en la Secretaría de la Escuela Superior Politécnica del Litoral y en la Sección Secundaria del Ministerio de Educación. Desempeñó, además, diversos cargos diplomáticos y, como delegado del Ecuador, concurrió al Consejo Mundial de la Paz, en Estocolmo.
El 12 de diciembre de 1986, en una ceremonia solemne realizada en el Salón de Honor “Jaime Roldós Aguilera” del centenario Colegio Vicente Rocafuerte y en presencia de numerosos estudiantes delegados de varios colegios de casi todas las provincias del Ecuador, fue condecorado con la Presea “Al mérito literario”, con ocasión de las XIV Jornadas Literarias Vicentinas y VII a Nivel Nacional.
En 1995 el gobierno ecuatoriano le concedió el Premio Nacional "Eugenio Espejo" por la totalidad de su obra.

## Recepción de su obra

### Ensayos y la Negritud
Además de su obra narrativa y poesía, los ensayos de Ortiz son de alto valor, especialmente respecto a lo que se conoce como negritud. Sus escritos conforman una de las reflexiones más importantes alrededor de este tema para Ecuador y son continuamente estudiados hasta la actualidad, en concreto sus reflexiones acerca de la relación entre el mestizaje en Ecuador y el pueblo afroecuatoriano.

Las reflexiones de Ortiz sobre la negritud, en sus ensayos, cierran con una descripción del estado de las letras afroecuatorianas en su época: desde un recuento histórico del aparecimiento de la negritud tardía en Ecuador de la mano de Nelson Estupiñán Bass y suya, pasando por la mención de los poetas jóvenes de la segunda generación que les seguiría, para finalizar con un autoanálisis de su obra calificada como parte de la negritud, sumado a los matices que el mestizaje cultural ha dejado en su trabajo e identidad. Es valioso recalcar que, si bien hay manifestaciones posteriores del autor favorables al mestizaje, el hispanismo y al distanciamiento de su originaria Esmeraldas, localidad predominantemente afro-descendiente, nunca dejó de reivindicar la existencia y la pertenencia a una cultura afroecuatoriana. Esto lo demuestra la importancia que tiene esta temática a la última etapa de su pensamiento escrito, que se añade a su obra literaria que le ha otorgado un justo espacio en la historia de la literatura latinoamericana
El concepto de negritud en el ensayo de Adalberto Ortiz - Joshua Montaño

### Crítica de su novela
En lo que respecta a su obra narrativa, hay que destacar la observación de la vida de los negros y mulatos de su país. A ello se le añaden las técnicas de la novelística norteamericana, en particular la de dos autores: John Steinbeck y John Dos Passos.
Sobre su novela El espejo y la ventana, el crítico francés Claude Fell sostiene: 

Es la novela de la frustración (amorosa, intelectual y social) y del fracaso, que desemboca, luego de una tentativa fallida de suicidio, en la toma de posición individualista del personaje central.

Al valorar uno de los poemarios de Ortiz, el recordado novelista Joaquín Gallegos Lara, anota: 

En el libro Tierra, Son y Tambor, se reúne bajo un conjunto que constituye un proceso. Se inicia rayando en lo folclórico. Pero muy pronto se adelanta a ser mucho más pulso que piel. La atmósfera mulata del libro, en unos poemas se ennegrece totalmente; en otros se clarea hasta casi ser blanca. En Ortiz son acentos de alta humanidad.

El mismo autor, Gallegos Lara resumiría la obra de Adalberto Ortiz de la siguiente manera:

En su novela Juyungo, ha reflejado con veracidad sin miedo, con verdad incluso hiriente a.los negros, esas realidades telúricas y sociales de su rincón nativo, lleno de personalidad en América. Su tono, siguiendo el ritmo del pulso, se acompasa al rumor lento y rural de la vida de su provincia. Pero la limitación del mundo que expresaba, no le ha sido valla para encontrar lo humano, y lo universal. Por saber ver lo humano en los aislados campesinos esmeraldeños, él ha creado una novela que no es pintoresca sino dramática, que no es regional sino de hombres; cuyos problemas no son locales sino de todos los que amamos y odiamos, y por amor y odio combatimos, ahora en 1945. Por haber escrito Juyungo, por sus anteriores Cantares Negros y Mulatos, por lo que actualmente esté escribiendo de la gente de América de cualquier color, allá en México, a donde lo ha enviado una ola de la democracia ecuatoriana, hoy Adalberto Ortiz seguramente ha de poder reir con la ancha risa de su personaje Ascensión Lastre, el negro cuyo destino era un rio —como el de todos los hombres—, esta vez el rio Esmeraldas.
Joaquín Gallegos Lara

## Obras

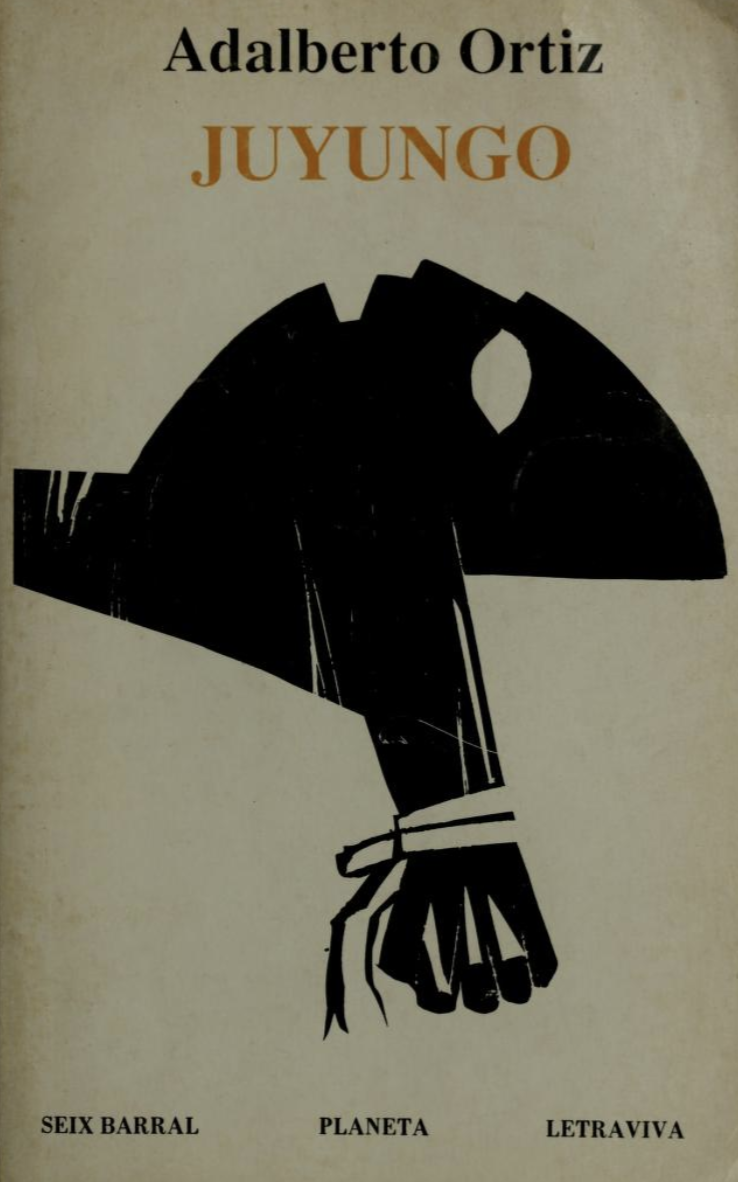
Portada del libro Juyungo

### Novelas
- Juyungo (1943)
- El espejo y la ventana (Quito, 1967)
- La envoltura del sueño (Guayaquil, 1982)

### Cuentos
- La mala espalda (Quito, 1952)
- La entundada (Quito, 1971)

### Poesía
- Camino y puerto de angustias (1945)
- Tierra, son y tambor (1953)
- El vigilante insepulto (Quito, 1954)
- El animal herido (1961)
- Fórmulas. Tierra Son y Tambor (Quito, 1973)
- La niebla encendida (Quito, 1983)
- Contra´e culebra (La niebla encendida, 1984)
- La tunda para el negrito (Casa de la Cultura Ecuatoriana, 1984)

### Teatro
- El retrato de la otra (Quito, 1970)